# Одетте Джуффріда
Одетте Джуффріда (італ. Odette Giuffrida; нар. 12 жовтня 1994, Рим, Італія) — італійська дзюдоїстка, срібна призерка Олімпійських ігор 2016 року, бронзова призерка Олімппійських ігор 2020 року, чемпіонка Європи.

## Виступи на Олімпіадах
| Олімпіада           | Дисципліна | Місце |
| ------------------- | ---------- | ----- |
| Ріо-де-Данейро 2016 | До 52 кг   | 2     |
| Токіо 2020          | до 52 кг   | 3     |